# Ельняги (Псковская область)
Ельняги — деревня в Горайской волости Островского района Псковской области.
Расположена на автодороге М20 (участок Остров — Опочка), в 27 км к югу от города Остров, 9 км к югу от волостного центра, деревни Крюки и в 1 км к югу от деревни Гораи.
Численность населения деревни по состоянию на 2000 год составляет 21 человек.